# Fernando Tarrés
Fernando Tarrés (Córdoba (Argentina), junio de 1967) se acercó a la música a través de la guitarra española, bajo la tutela del gran maestro Francisco Barroso, con quien comenzó sus estudios a los 14 años.

## Biografía
Egresado de la Universidad Nacional de Córdoba como Licenciado Superior en Composición, estudió también composición y orquestación con el músico Carlos Franzetti durante cinco años, a lo largo de los cuales compuso sus primeras obras de cámara y su primer trabajo sinfónico.
En 1989, grabó su primer trabajo discográfico, Suelo Indómito, para el sello argentino Melopea. Inmediatamente después se radicó en Estados Unidos, donde recibió una beca de la prestigiosa Manhattan School of Music para hacer su Maestría en Composición.
Durante su radicación en Nueva York (1990-2000) Tarrés grabó On The Edges Of White (Muse Records, 1992), Secret Rhythms (Muse Records, 1994), The Outsider (Savant Records, 1996), Cyclical Obsessions (Imaginary South, 1998) al tiempo que su carrera despegaba y trabajaba como arreglador y orquestador para artistas como Paquito D'Rivera, Danilo Pérez, Rubén Blades, Tito Puente, la Orquesta Sinfónica de Panamá, la Orquesta de Maracaibo, Orquesta Sinfónica Chavez de México, Claudio Roditi, Daniel Binelli, MIT Jazz Orchestra, Orquesta Filarmónica de Yale, Savanna-Georgia Symphony, la Orquesta Filarmónica de Bologna, Daniel Binelli y Gary Burton entre muchos otros.
Compositor sólido y de amplia formación, tanto clásica como popular, Tarrés es creador de un lenguaje profundamente personal en el que su ecléctica educación musical se ha amalgamado para crear unidad y coherencia.
La impronta rítmica y el lenguaje armónico manejados por Tarrés crean paisajes sonoros exuberantes, en los que se combinan la poli-ritmia de la música folclórica argentina, el apasionado fraseo melódico del tango y la libertad improvisatoria del jazz.
Influenciado por compositores tan diversos como Bartok, Igor Stravisnky, Astor Piazzolla, György Ligeti, Hermeto Pascoal y Charles Mingus, Tarrés logra crear un lenguaje único y personal que trasciende categorías.
Su incansable actividad al frente su quinteto lo llevaron a contar entre sus miembros a músicos como Donny McCaslin, Danilo Pérez, Drew Gress, Mark Feldman, Chris Cheek, Erik Friedlander, David Kikosky, Luis Perdomo, David Binney, Lucía Pulido, Santi Debriano y Tom Harrell en sus diferentes formatos instrumentales, con los que se presentó en numerosas giras por Estados Unidos, Europa y Latinoamérica.
Radicado en Buenos Aires desde el año 2001, Tarrés lleva grabados trece trabajos discográficos bajo su nombre y muchos otros como arreglador y productor.
Paralelamente a su trabajo como compositor y guitarrista, creó un sello independiente llamado Buenos Aires Underground, destinado a editar y promover el trabajo de las nuevas generaciones de artistas argentinos. El sello cuenta hoy con un catálogo de casi setenta discos.
- Datos: Q5860304

## Discografía
- 1989: "Suelo indómito" - DISCOS MELOPEA
- 1992: "On The Edges Of White" MUSE RECORDS
- 1994: "Secret Rhythms" - MUSE RECORDS
- 1997: "The outsider" - SAVANT RECORDS
- 1998: "Cyclical Obsessions" IMAGINARY
- 2001: "Presagios de carnaval" - BAU RECORDS
- 2002: "Camorreando" - BAU RECORDS
- 2003: "Milongueando solo" - BAU RECORDS
- 2005: "Lucía Pulido / Fernando Tarrés & La Raza - Songbook Vol.2" - BAU RECORDS
- 2006: "Cruces" - BAU RECORDS
- 2007: "Perplexity" - BAU RECORDS
- 2011: "Todo Buenos Aires - La música de Astor Piazzolla" - BAU RECORDS